# Виконтство Леон
Виконтство или графство Леон (фр. Vicomte de Léon) — феодальное владение в Бретани, располагавшейся на самой западной оконечности Бретани. Территория виконтства в настоящее время входит в состав французской коммуны Сен-Поль-де-Леон.

## История
Первым известным графом Леона стал Бран. Он участвовал в споре за владение аббатством Редон 9 июля 871 года и упоминается вместе с графом Ванна Паскветеном, графом Корнуая Риваллоном, графом де Пентьевр и де Гоэлё Морветеном, графом Ренна Юдикаэлем, Риваллоном и Виго, сыновьями короля Бретани Саломона. Однако неизвестно, точно ли Бран был графом Леона.
В 1030/1031 году некий Ален принес пожертвования в аббатство Сен-Круа-де-Кемпер во время войны виконта Гиомара I с виконтом Морваном. Морван имел одного известного сына Эуарна, но не известно, был ли он виконтом. В 1103 году был убит виконт Леона Гиомар II.
К тому времени поднялось могущество дома де Пороэт, в том числе и боковой ветви рода — дома де Роган. Представители этих домов периодически подчиняли себе виконтство на протяжении дальнейших лет.
Первым достоверно известным основателем дома де Леон стал виконт Эрве I (II). Во время его правления виконтство Леон достигло наивысшего могущества. В 1139 году Эрве прибыл в Англию с целью поддержать короля Стефана. Стефан женил Эрве на своей внебрачной дочери Сибилле и наградил его титулом графа Уилтшира. Эрве участвовал в гражданской войне против императрицы Матильды на протяжении двух лет, до 1141 года, когда был лишен титула и владений в Англии Матильдой, ставшей английской королевой, после чего ему пришлось вернуться в Бретань.
После смерти Эрве I в 1168 году, его преемником стал его старший сын Гиомар III. В 1171 году младший сын Эрве I, Аймон, ставший виконтом Леона, поссорился со своим братом Гиомаром III, а 21 января 1171 года, согласно средневековому хронисту Роберту де Ториньи, был им убит. В 1179 году замок виконтов Леона был захвачен англо-нормандскими противниками его отца. В этом же году Гиомар III скончался.
Захватчики виконтства, герцог Бретани Жоффруа II Плантагенет и его отец король Англии Генрих II Плантагенет позволили сыновьям Гиомара, Гиомару IV и Эрве II (III) получить некоторые владения их отца. Гиомару IV досталось одиннадцать имений. Больше упоминаний о братьях у хронистов не упоминается. Их сестра Жанна вышла замуж за Эда II, графа де Пороэт, и ставшего впоследствии герцогом Бретани.
В мае 1231 года упоминается некий Гиомар, принесший оммаж королю Франции Людовику IX. 7 июня 1254 года упоминается виконт Леона Эрве III (IV), который скончался в 1264 или 1265 году. Его сыном был Эрве IV (V), упоминаемый в сентябре 1273 года.
Сестрой последнего была Эми де Леон, которая вышла замуж за сеньора де Динан Ролана III. В октябре 1276 года Ролан продал приданое своей жены герцогу Бретани Жану I. Эрве IV имел единственную дочь, также по имени Эми, мужем который был Прижен де Коэтмен, виконт де Тонкедек. 7 июня 1298 года Прижен продал и свою часть виконтства, сыну Жана I, Жану II, наследовавшему своему отцу в Бретани. В то время Эрве IV был еще жив, но после его смерти виконтство Леон окончательно перешло к герцогам Бретани.
В 1293 году Жан II решил выделить виконтство в качестве апанажа, передав его своему третьему сыну Пьеру. Он принимал участие в войнах Фландрии со своим отцом. В 1305 году Жан II скончался. Пьер был увлечён лошадями и влез в долги настолько сильно, что ради удовлетворения своей страсти, был вынужден продать виконтство Леон своему брату Артуру II, ставшего герцогом Бретани. Пьер погиб, затоптанный лошадью в 1312 году. В состав владений последующих герцогов Бретани входило и виконтство Леон.

## Список виконтов и графов Леона
- ?—после 9 июля 871: Бран (ум. после 9 июля 871), предположительно граф Леона
- ?—1030/1031: Гиомар I (ум. 1030/1031), виконт Леона
- ?—после 1030/1031: Морван (ум. после 1030/1031), виконт Леона
- ?—1103: Гиомар II (уб. 1103), виконт Леона
- ?—1168: Эрве I (II) (ум. 1168), граф Уилтшир с 1140, виконт Леона, участник гражданской войны в Англии 1135—1154 годов
- 1168—1179: Гиомар III (ум. 1179), сын предыдущего, виконт Леона
- 1179—после 1179: Гиомар IV, сын предыдущего, виконт части Леона
- 1179—после 1179: Эрве II (III), брат предыдущего, виконт части Леона
- ?—после мая 1231: Гиомар V (ум. после мая 1231), виконт Леона
- ?—1264/1265: Эрве III (IV) (ум. 1264/1265), виконт Леона
- 1264/1265—после 7 июня 1298: Эрве IV (V) (ум. после 7 июня 1298), сын предыдущего, виконт Леона
- 1264/1265—после 7 июня 1298: Прижен де Коэтмен (ум. после 7 июня 1298), виконт де Тонкедек, виконт части Леона
- 1264/1265—октябрь 1276: Роланд III де Динан (ум. после 1 мая 1303), сеньор де Динан, виконт части Леона
- 1276—1286: Жан I (1217—8 октября 1268), герцог Бретани с 1237
- 1286 и после 7 июня 1298—1293: Жан II (1239 — 18 ноября 1305), герцог Бретани с 1286, сын предыдущего
- 1293—до 1312: Пьер де Дрё (1269—июль 1312), сын герцога Бретани Жана II, виконт Леона (апанаж)
- до 1312—1312: Артур II (25 июля 1261—1312), герцог Бретани с 1305, брат предыдущего
- Объединено с герцогством Бретань.